# 真依子
真依子（まいこ）は、日本のシンガーソングライター。滋賀県出身。3月11日生まれ。箏の弾き語りを特徴とする。

## 来歴
滋賀県生まれ。3歳からピアノ、15歳から箏を習う。
1999年に国際芸術連盟ポップスオーディションに合格し、2005年11月23日にメジャーファースト・アルバムとなる「ウタコト」をリリースした。
2013年にNHKのみんなのうたに真依子の楽曲「ふきとひよこ」が起用され、同年4月から5月にかけて放送された。
箏独特の音色に乗せながら歌唱するという音楽的特徴や世界観がある。

## 人物
真依子自身「曲の原点は滋賀にある」と考えており、自然をテーマにした曲が多い。本人によると「作曲は絵を描くのと同じ」であり、絵を描いて曲の情景などを伝えるという。

## ディスコグラフィー

### シングル
|     | 発売日         | タイトル | 規格 | 規格品番  | 最高順位 |
| --- | -------------- | -------- | ---- | --------- | -------- |
| 1st | 2006年08月09日 | 月桃     | CD   | KICM-1171 |          |

### アルバム
インディーズレーベル
|     | 発売日         | タイトル       | 規格 | 規格品番 | 最高順位 |
| --- | -------------- | -------------- | ---- | -------- | -------- |
| 1st | 2005年4月20日  | ひめほたる     | CD   | ARS0502  |          |
| 2nd | 2010年5月12日  | うた絵本       | CD   | BJCO-7   |          |
| 3rd | 2013年12月18日 | かわらないもの | CD   | DQC-1191 |          |

メジャーレーベル
|     | 発売日         | タイトル                   | 規格 | 規格品番  | 最高順位 |
| --- | -------------- | -------------------------- | ---- | --------- | -------- |
| 1st | 2005年11月23日 | ウタコト                   | CD   | KICS-1196 |          |
| 2nd | 2006年03月24日 | 春るるる、咲ららら。       | CD   | KICS-1240 |          |
| 3rd | 2007年02月21日 | 美しき時                   | CD   | KICS-1294 |          |
| 4th | 2015年10月21日 | 箏-Koto-～おもひでのうた～ | CD   | KICS-3304 |          |

## タイアップ
| 起用年 | 楽曲             | タイアップ                               |
| ------ | ---------------- | ---------------------------------------- |
| 2013年 | ふきとひよこ     | NHK『みんなのうた』2013年4月 - 5月放送曲 |
| 2017年 | 傘のさせない路地 | NHK『みんなのうた』2017年6月 - 7月放送曲 |

## 関連人物
- 未知瑠 - みんなのうた使用楽曲「ふきとひよこ」の編曲を担当[7]。